# Ölhafenbrücke Raunheim

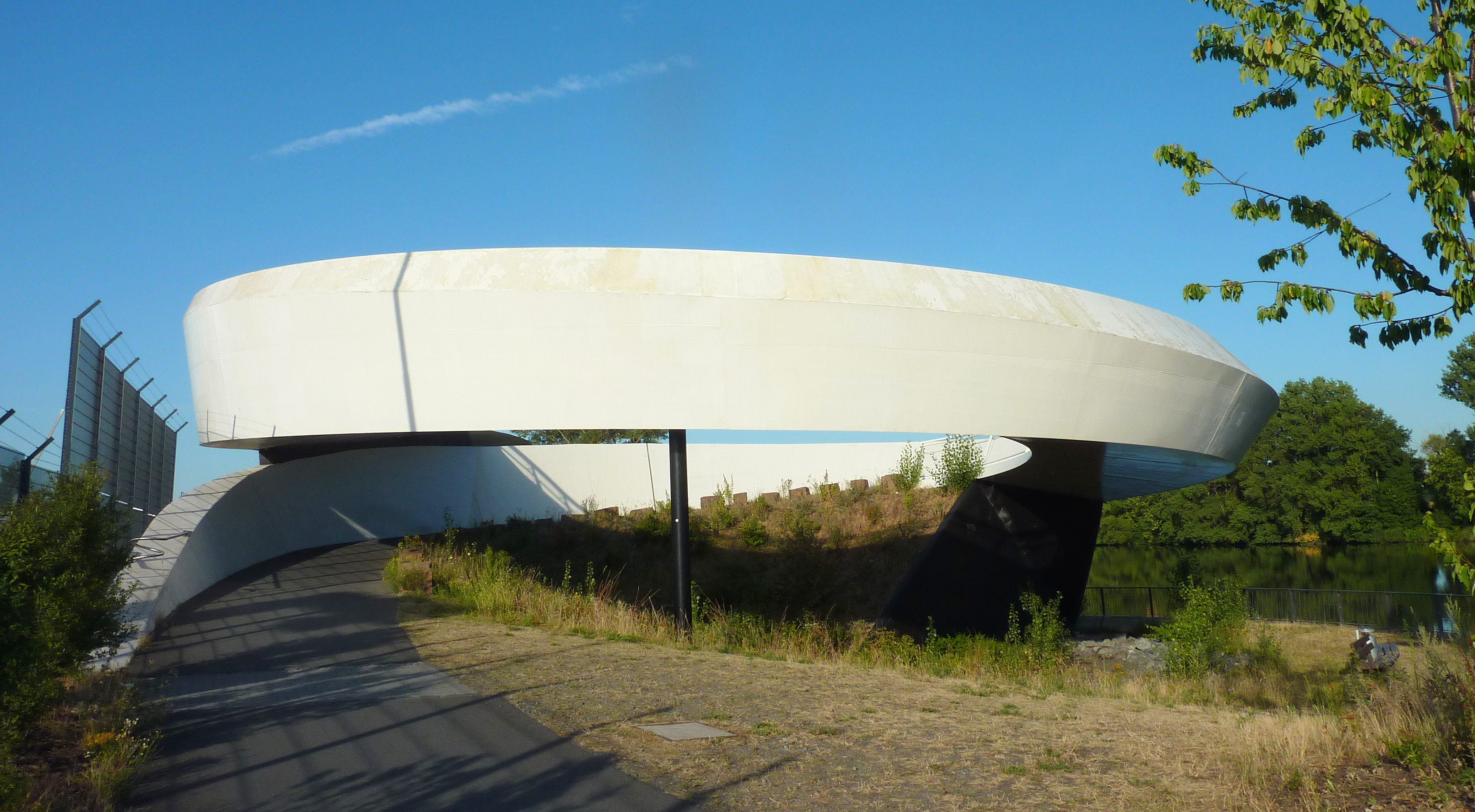
Totale der Brücke von Osten. Links im Vordergrund der Beginn der wendelförmig angelegten Zufahrtsrampe.

Die Ölhafenbrücke Raunheim ist eine im Jahr 2014 eröffnete, 170 Meter lange Fahrrad- und Fußgängerbrücke am Ufer des Mains in Hessen. Die Brücke steht auf der Gemarkung der zum südmainischen Kreis Groß-Gerau gehörenden Gemeinde Raunheim, die Bauherrin der Brücke ist. Das vom Frankfurter Architekturbüro Schneider + Schumacher entworfene Bauwerk führt über eine wendelförmig angelegte Rampe über den am linken Mainufer liegenden Raunheimer Ölhafen. Der Hafen mit angeschlossenem Tanklager ist ein Umschlagplatz der Binnenschifffahrt für Treibstoffe zur Versorgung des benachbarten Frankfurter Flughafens. Die Brücke ist seit dem Jahr der Eröffnung Trägerin des Deutschen Städtebaupreises sowie weiterer Auszeichnungen.

## Geschichte und Funktion
Der Raunheimer Ölhafen besteht aus einem einzelnen Hafenbecken am orografisch linken, geografisch südlichen Mainufer. Im Hafen verkehren hauptsächlich Tankschiffe, die dort ihre Ladung mit dem benachbarten Tanklager des Frankfurter Flughafens als Bestimmungsort löschen. Die am linken Mainufer verlaufenden Fuß- und Fahrradwege (siehe unten, Abschnitt Verkehrsanbindung) wurden von 1965 bis zur Eröffnung der Ölhafenbrücke aus Sicherheitsgründen in einem Bogen um den für die Öffentlichkeit nicht zugänglichen Hafenbereich samt Tanklager herumgeführt.
Nach etwa einjähriger Bauzeit wurde die Ölhafenbrücke im Mai 2014 dem Verkehr übergeben. Für die Projektplanung zeichnete die Ingenieurgesellschaft Schüßler-Plan verantwortlich, die Baukosten beliefen sich auf rund fünf Millionen Euro. Wegen der im Hafen lagernden hochentzündlichen Gefahrstoffe bestanden für Planung, Entwurf und Ausführung der Brücke besonders hohe Schutz- und Sicherheitsanforderungen.

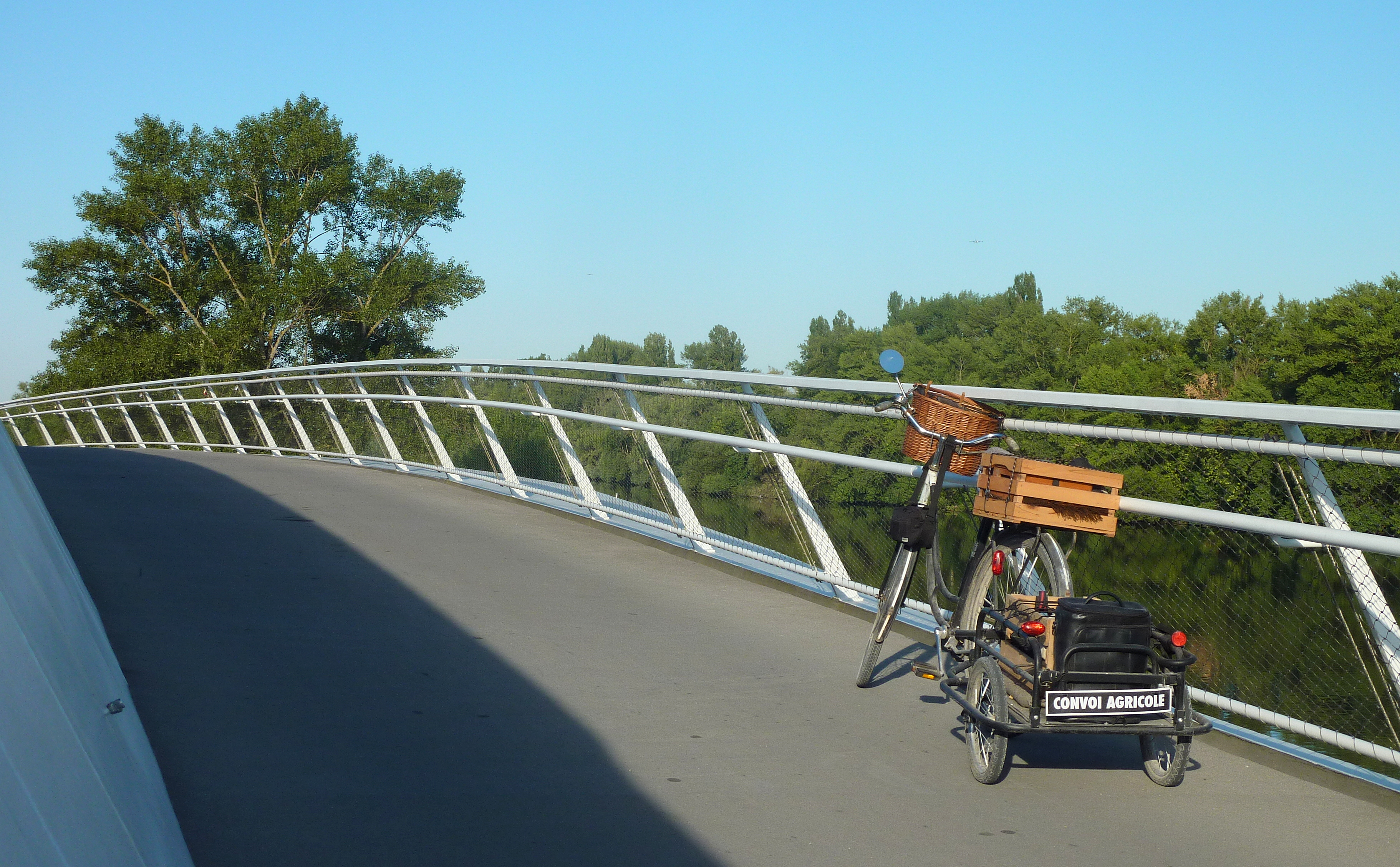
Westliche Brückenrampe mit Fahrbahn, Blick nach Westen. Im Hintergrund der parallel zur Rampe verlaufende Main mit rechtem Ufer.

Die Konstruktionsform der in Stahlbeton ausgeführten Balkenbrücke über die 70 Meter breite Hafeneinfahrt trennt aus Sicherheitsgründen und ohne Einschränkung des Verkehrsflusses den Gefahrgüter-Transport zu Wasser von dem kreuzenden Fahrrad- und Fußgängerverkehr. Einerseits sollen Tankschiffe, die die Hafeneinfahrt des Ölhafens passieren, vor einer möglichen Feuergefährdung durch Passanten auf der Brücke geschützt werden („Zündquelleneintrag“ – zum Beispiel achtlos weggeworfene, glimmende Zigaretten). Andererseits soll die Konstruktion der Brücke die Passanten vor den Folgen etwaiger Havarien im Hafenbereich schützen. Auf der Brücke besteht Rauchverbot, auf das Infotafeln und Verkehrsschilder vor beiden Zufahrtsrampen hinweisen.

## Auszeichnungen
- Der Entwurf der Ölhafenbrücke wurde im Oktober 2014 von der Deutschen Akademie für Städtebau und Landesplanung mit einem Sonderpreis des Deutschen Städtebaupreises gewürdigt.[5]
- Ebenfalls im Jahr 2014 wurden die am Projekt beteiligten Gemeinden Rüsselsheim, Raunheim und Kelsterbach sowie die Initiative NH ProjektStadt im Landeswettbewerb Ab in die Mitte für ihre Kooperation bei der Planung der Brücke vom Hessischen Wirtschaftsministerium ausgezeichnet.[2]
- Gestaltungspreis 2014 der Wüstenrot-Stiftung
- Plakette Hessische Landesinitiative für Baukultur
- Preis des Deutschen Stahlbaues 2014[1]

## Verkehrsanbindung
Über die Brücke führen mehrere, an dieser Stelle streckengleiche Fahrrad-Wanderwege von regionaler und überregionaler Bedeutung. Dazu zählen Abschnitte der Regionalparkroute des Regionalparks RheinMain, der Route der Industriekultur Rhein-Main Hessischer Unterer Main, des Main-Radwegs sowie des Hessischen Radfernwegs R3. Für den öffentlichen Straßenverkehr ist die Brücke nur zu Fuß oder mit dem Fahrrad zu erreichen und zu überqueren. Durch den Verzicht auf Treppen ist das Bauwerk barrierefrei, Steigungen wurden durch die wendelförmige Konstruktion der östlichen der beiden Brückenrampen vermindert.